# 上多度村
上多度村（かみたどむら）は、かつて岐阜県養老郡に存在した村である。
現在の養老郡養老町の南西部である。

## 歴史
- 寛文5年9月16日の改帳表紙に美濃國本巢郡鷲巣村改帳と記されている為、鷲巣村は古より本巣郡の飛地であった。
- 江戸時代末期、この地域は美濃国多芸郡であり、大垣藩領などであった。
- 1871年（明治4年） - 鷲巣村、鷲巣北畑新田、鷲巣南新田が合併し、鷲巣村となる。
- 1889年（明治22年）7月1日 - 鷲巣村、小倉村、大跡新田が合併し、上多度村（初代）となる。
- 1898年（明治30年）4月1日 - 三郷村と合併し、改めて上多度村が発足。
- 1911年 (明治43年) 1月26日 - 大字改正。大字上多度を廃止し、旧鷲巣村域を大字鷲巣、旧小倉村、大跡新田域を大字小倉と改正。
- 1954年（昭和29年）11月3日 - 高田町、養老村、広幡村、池辺村、笠郷村、小畑村、多芸村、日吉村、合原村の一部と合併し養老町が発足。同日上多度村廃止。

## 小字
- 大字鷲巣
  - 外新田、長割、三段割、大河間、三畝町田、椿馬踏田、江西、割田、獅子田、長表佐、四段田、郷作、六兵衛、藤ノ木、一町田、上リ戸、井ノ口、稗田、河起、南海道、萱原、南原、南組、八弥起、稲葉、川並、中組、大後、小松林、養老道南、白石道、出口、北組、神屋田、庄司屋敷、堀ノ上、柏尾道東、元河原、大石蔵西、養老道北、新田林、北新田、長屋野、野畔、薬師山
- 大字小倉
  - 大道下、大道上、長畑、海道下、四石畑、海道上、七ッ屋、北原、三代明神、南原、南中道上、椿原、中道上、中道下、前並、古新田、替地、跡村、中山、小倉山、新白道上、新白道下、古神明、山ヶ池、川原田、宮下、橋向、後並、市神、長割、源長、圦先、除上、除下
- 大字三郷
  - 荒子、村前、村内、堤外、下池、稲川、江東、江西、道上、鍋弦、中島、宮北、宮前、是心、西筋、南筋、上知、中一、一町田、蔵下、玄齊、一町七段物、東一、外新田、草場

## 交通機関
- 近畿日本鉄道養老線（通過のみ）

## 学校
- 上多度村立上多度小学校（現・養老町立上多度小学校）
- 養老郡学校組合南部中学校
  - 上多度村、下多度村両村組合立。校舎は下多度村に存在。1958年に南濃町養老町組合立養南中学校に改称。旧・上多度村の生徒は1984年まで養南中学校に通学していた。